# Casa Pitchot
Casa Pitchot és un habitatge del municipi de l'Escala inclòs en l'Inventari del Patrimoni Arquitectònic de Catalunya.

## Descripció
Situada a l'oest del nucli urbà de la població de l'Escala, en un espai urbanitzat molt proper a l'accés nord al nucli antic de la vila i a les restes arqueològiques d'Empúries.
Edifici aïllat de planta irregular que s'estructura a través de tres mòduls rectangulars. Està distribuït en una sola planta i presenta la coberta plana. Les façanes presenten obertures quadrades i rectangulars de mides petites, sense emmarcaments destacats. La façana est, orientada al jardí, presenta les obertures de mida més gran. Al sud hi ha adossat un porxo amb els muntants metàl·lics. Els paraments es caracteritzen per estar arrebossats i pintats de blanc.

## Història
Obra de l'arquitecte Josep Pratmarsó Parera (Barcelona el 1913-1985). Va obtenir el títol el 1942. En els inicis de la seva trajectòria professional va estar molt influenciat per R. Duran Reynals, amb qui treballà ja des de l'època d'estudiant. També va estar molt relacionat amb les avantguardes artístiques dels anys 30 i amb els corrents racionalistes en l'arquitectura.
De 1944 a 1962 exercí com Arquitecte Municipal de Terrassa propiciant la intervenció de membres del Grup R en obres de caràcter públic com ara escoles a aquella ciutat. Ell mateix fou un dels fundadors del Grup R que, als anys 50, recuperava l'esperit d'abans de la guerra concretat en el col·lectiu GATCPAC.
L'especialitat de Pratmarsó eren els habitatges unifamiliars que es construí a la Costa Brava, entre ells cal recordar el Mas Vidal i Mas Garba a Vall-Llobrega, la Casa Cantarell a Sa Riera, Begur, la Casa Ortínez a Mont-Ras o la casa Enric a Begur.